# Якунін Гліб Павлович
Гліб Па́влович Яку́нін (рос. Глеб Павлович Якунин; 4 березня 1934, Москва, РРФСР — 25 грудня 2014, Москва, Росія) — російський правозахисник, православний священник, у 1980-х роках — в'язень сумління.

## Життєпис
Гліб Якунін у 60-70-ті роки був одним з найбільш діяльних учасників правозахисного руху. Разом зі священником Миколою Ешліманом, Якунін написав відкритого листа в 1965 році до патріарха Московського Алексія I, в якому стверджував, що Церква повинна бути звільнена від тотального контролю Радянської держави. У відповідь на це йому заборонено продовжувати своє священиче служіння у парафії в травні 1966 р. Олександр Солженіцин підтримав Гліба Якуніна та Миколу Ешлімана у своєму листі до Патріарха Алексія.
У 1976 році він створив християнський комітет захисту прав вірян у СРСР. Він опублікував кілька сотень статей про придушення релігійної свободи в Радянському Союзі. Ці документи використовувалися дисидентами всіх релігійних конфесій. 28 серпня 1980 року Якунін був заарештований та засуджений за антирадянську агітацію. Він утримувався в КДБ в Лефортовській тюрмі до 1985 року, а потім у трудовому таборі «Пермь 37». Пізніше він був покараний примусовим поселенням у Якутії.
Глібу Якуніну було дано амністію в березні 1987 року під керівництвом Михайла Горбачова. Йому дозволили повернутися в Москву і знову працювати священником у 1992 році.
На початку 90-х років зайнявся активною політичною діяльністю, став співголовою руху «Демократична Росія».
У 1990 році обраний народним депутатом РРФСР, був заступником голови Комітету Верховної Ради РФ зі свободи совісті. Як депутат Верховної Ради, а згодом Держдуми Росії, брав участь в оприлюдненні архівних матеріалів, що свідчили про співпрацю номенклатури Московської Патріархії з КДБ.
Гліб Якунін був членом комітету, створеним для розслідування радянських спроб державного перевороту 1991 року під головуванням Лева Пономарьова, і таким чином отримав доступ до таємних архівів КДБ. У березні 1992 року він опублікував матеріали про співпрацю Московського патріархату та КДБ.
У 1993 році Російська православна церква наклала заборону на участь священників у виборах до органів представницької та виконавчої влади. Однак Гліб Якунін цьому рішенню не підкорився, був обраний депутатом Держдуми (1993—1995 роки), але був позбавлений сану священика. У 1997 році за непокору керівництвові був відлучений від Російської православної церкви.
2000 р. став одним з співзасновників Православного руху «Відродження» у канонічному спілкуванні з УАПЦ. Рух невдовзі був перейменований на Апостольську православну церкву.
У 2014 році підтримав Евромайдан та засудив анексію Криму російською федерацією.
Помер у віці 80 років після тривалої хвороби 25 грудня 2014 року.